# دروازه‌های نیشابور

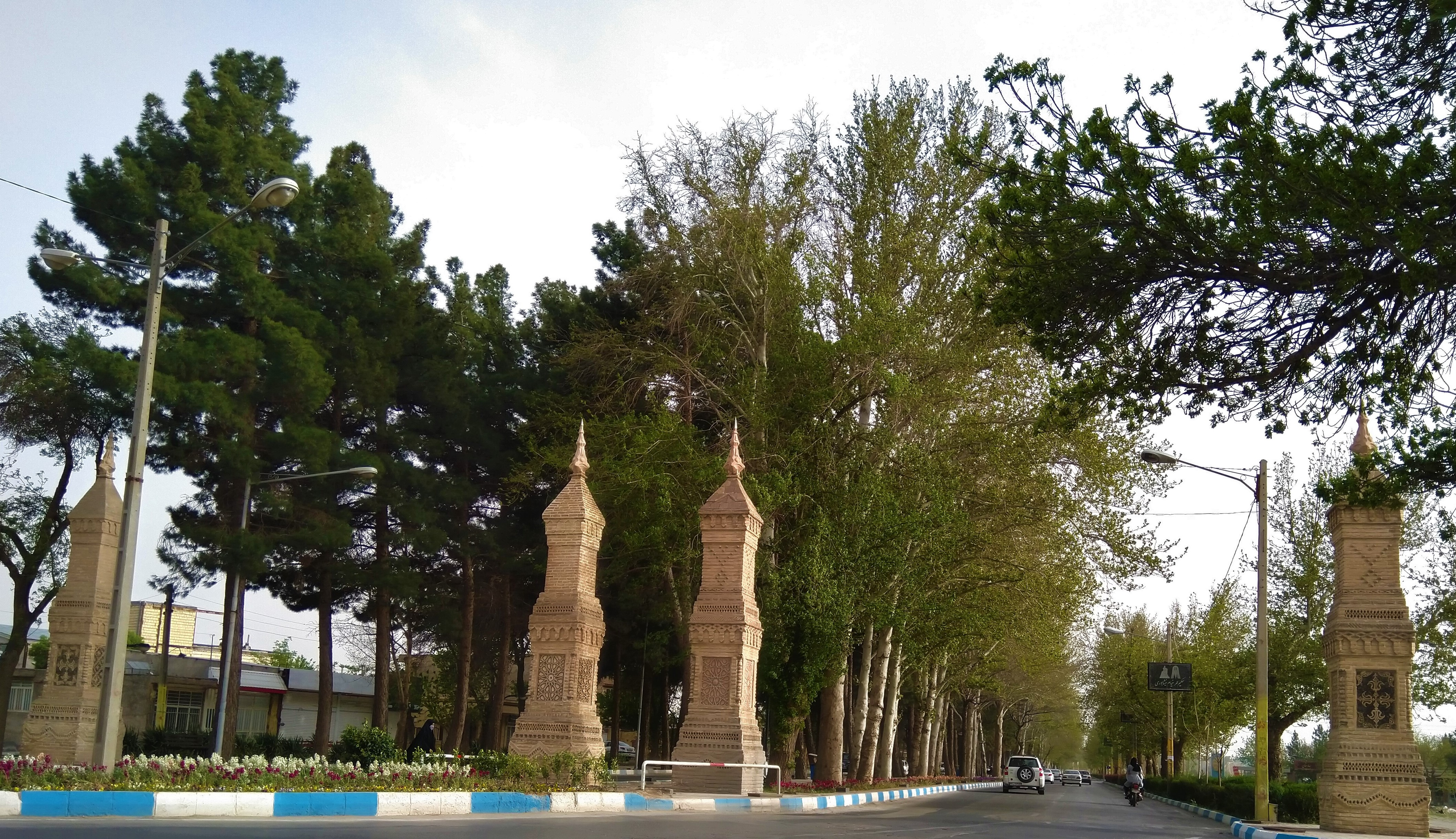
یادبود امروزین دروازه‌های نیشابور. در ورودی منطقه باستانی کهن شهر نیشابور و نزدیکی آرامگاه عمر خیام. اثر آجرتراشی محمد قاسم اخویان.

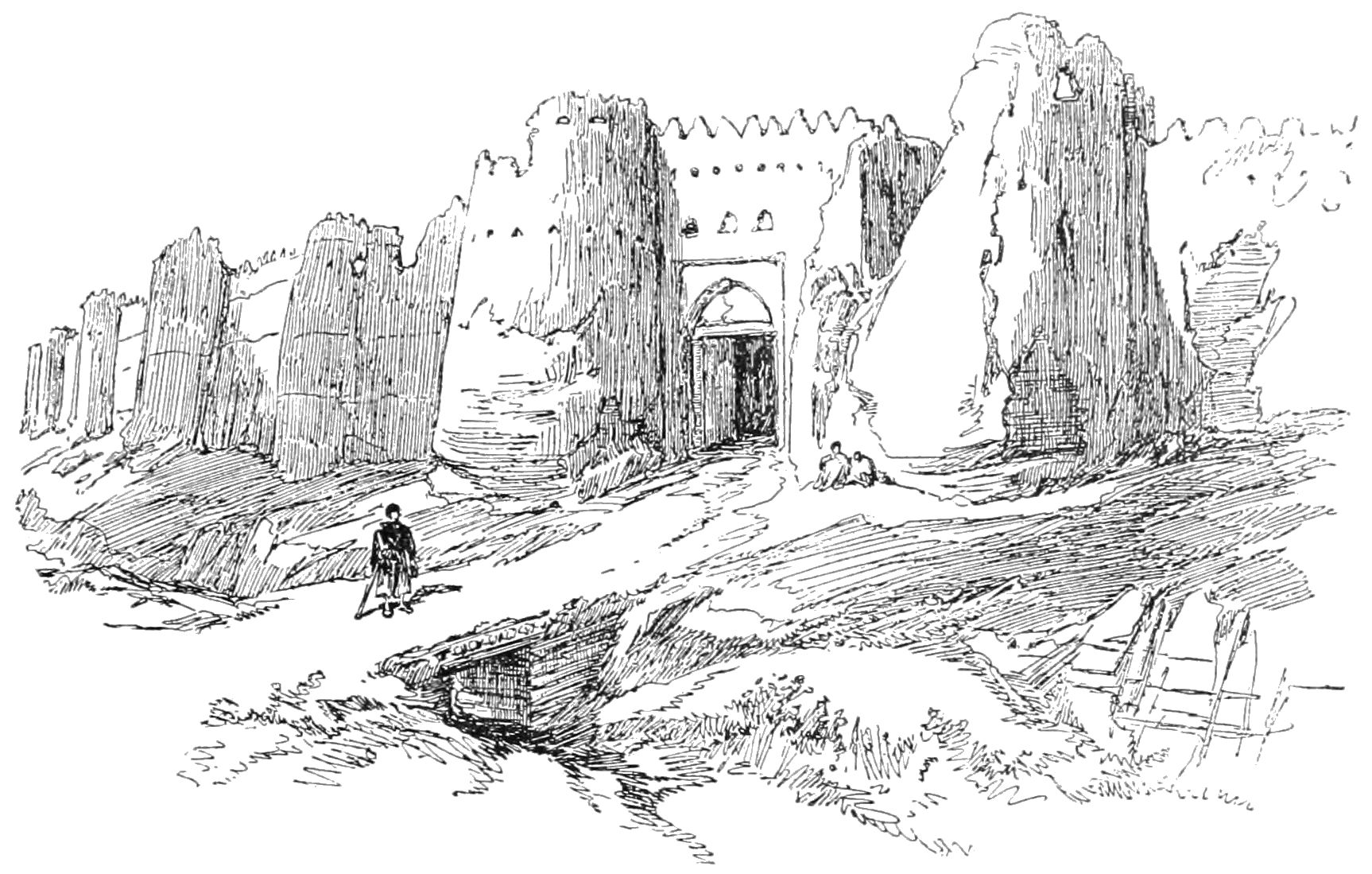
طراحی از یکی از دروازه‌های گلی نیشابور در دوران پس از حمله مغول به نیشابور.

دروازه‌های نیشابور به چهار دروازه اصلی و تخریب شده شهر نیشابور گفته می‌شود. طی تاریخ نیشابور این شهر و منطقهٔ آن ربع نیشابور همواره مورد یورش نیروهای بیگانه قرار می‌گرفته‌است. از زمان تأسیس این شهر برای دفاع از این شهر گرداگرد آن، دو حصار کشیده شده بود. این حصارها برای دفاع و دروازه‌ها مدخل ورودی شهر به‌شمار می‌رفته. به واسطهٔ ویژگی‌های خاص شهر نیشابور در گذشته همه دروازه‌های این شهر در حصار جای نمی‌گرفته‌اند بلکه در داخل و حومه شهر نیز دروازه‌ها ساخته شده بود. از دروازه‌های نیشابور به شکل سالم اکنون اثری بر جای نیست. آخرین دروازه‌ها در دورهٔ پهلوی دوم در پی خیابان کشی‌ها و گسترش شهر برچیده شد. نام‌های دروازه‌های نیشابور در دوره تمدن اسلامی عربی یا فارسی بوده و واژه باب و ابواب برای دروازه به کار می‌رفته‌است.

## نقش دفاعی
دروازه‌های شهر نیشابور نقش دفاعی مهمی نداشته‌اند و بیشتر کاربرد دفاعی دروازه‌های نیشابور مربوط به دروازه‌های ربض یا شارستان حومه شهر نیشابور بوده. در طی تاریخ نیشابور دروازه‌های دفاعی شهر نقش مهمی را ایفا کرده‌اند از جمله به هنگام حمله غز‌ها و مغول‌ها.

## در دروه ساسانیان تأسیس شهر
شهر نیشابور (ابرشهر) در این دوره چهار دروازه با معماریِ خاص داشته‌است. معماری خاص این چهار دروازه برگرفته از اهمیت ابرشهر خراسان و مشرق ایران بوده. چون ایرانیان در دروهٔ ساسانیان زمانی که پیروی مزدیسنا بوده‌اند نماز و نیایش خویش را رو به سوی نور، و آفتاب انجام می‌دادند به ویژه برای مشرق و خراسان که دو نماز «گاه سپیده دم» و «گاه بامداد» را روی بدان سو می‌خواندند، ارزشی دیگر می‌دانستند و نیشابور و ریوند که یکی از شهرهای مقدس مزدیسنا در این دوره بوده این چهار دروازه با معماری ویژه‌ای بناگشته بود. معماری خاص این چهار دروازه بزرگ ابرشهر نیشابور این گونه بوده که هر چهار، رو به سوی خورشید داشته‌اند و هنگام برخاستن خورشید، نخستین پرتوهای آفتاب از هر چهار دروازه به اندرون شهر می‌تابیده‌است.
الحاکم نیشابوری در کتاب تاریخ نیشابور نیز به این موضوع اشاره کرده:
چون شاپور خواست که شهر نشابور بنا کند، چهار دروازه در چهار سوی آن چنان بساخت که همگام برآمدن آفتاب از هر چهار دروازه، آفتاب به درون شهر می‌تابد.

## در دروه تمدن اسلامی
مقدسی در کتاب احسن التقاسیم به فی معرفة الاقالیم، در بخش نیشابور از شصت دروازه در نیشابور نام می‌برد. چنین پیداست که دروازه‌های کهن دژ نخستین با گسترش شهر در میانه شهر قرار می‌گیرد و آن گاه که بارهٔ دوم بر گرد شهر گسترش یافته کشیده می‌شود آنجا را نیز دروازه‌های تازه می‌سازند و با گسترش هر بارهٔ تازه به‌شمار دروازه‌ها افزوده می‌شود. تا اینکه در زمان بازدید مقدسی از نیشابور تعداد همه این دروازه‌های بزرگ به شصت عدد رسیده‌است.
در نیشابور قدیم برخی کوی‌ها خود برای خود دروازه‌ای داشته‌اند که نظیر آن را در محله دستوران زرتشتی یزد هنوز می‌توان بازدید و این گونه دروازه‌ها کوی‌ها را از یکدیگر جدا می‌کرده‌است.
یک تقسیم‌بندی مربوط به دروازه‌های نیشابور در دوره تمدن اسلامی مربوط به وجه جغرافیایی دروازه هاست:
- دروازهٔ شرقی:دروازهٔ جیک که ره به سوی بلخ و ماوراء النهر
- دروازهٔ غرب: یا دروازهٔ قباب (قبه‌ها، گنبدان): که راه عراق (ایران مرکزی) و گرگان را باز می‌کرده‌است، از میان دو گنبد: مهرآباد و شادمهرک می‌گذشته‌است که فریدون جنیدی بر این باور است که هنوز ساختمان این دو گنبد سالم است و گنبدهای این دروازه همان گنبدهای کنونی مشهور به شه میر در جنوب نیشابور است.
- دروازهٔ جنوبی:دروازهٔ اسپربس که به سوی قهستان (جنوب خراسان) و پارس، باز می‌شده
- دروازهٔ شمالی:دروازهٔ احوض آباد

## در دوره صفویه قاجاریه
شهر نیشابور در این دوره در دوران رکود به سر می‌برده و دروازه‌های آن یکی:
- دروازه عراق:راه عراق
- دروازه مشهد:راه شرق نیشابور
- دروازه بیهق:راه غرب نیشابور
- دروازه پشت یا باب العرب:را جنوب خراسان[۳]